# 鹿野澄

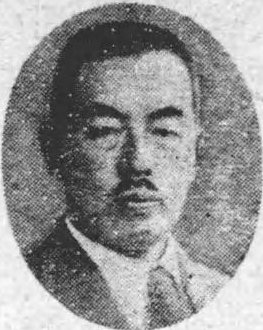
鹿野澄

鹿野 澄（かの きよし、明治18年（1885年）8月23日 - 昭和34年（1959年）1月11日）は、日本の陸軍軍人、実業家。最終階級は陸軍主計中将。

## 経歴
鳥取県米子市出身。
米子中学（現在の米子東高校）を経て明治41年（1908年）5月、陸軍経理学校（2期）を優等で卒業。
昭和6年（1931年）8月、陸軍一等主計正（大佐相当官）に昇進し陸軍造兵廠会計部長に就任。昭和9年（1934年）6月、第1師団経理部長となる。千住製絨所長心得を経て、昭和11年（1936年）8月、陸軍主計監（少将相当官）に進級し千住製絨所長に就任。同年12月、糧秣本廠長に転じ、経理学校付を経て、昭和14年（1939年）8月、被服本廠長に就任。同年10月、陸軍主計中将に進んだ。昭和15年（1940年）8月に待命、そして予備役編入となった。
退役後、麻の統制会社の社長、浜口繊維産業取締役、日東紡績顧問、新東海フェルト（株）顧問、フェルト産業（株）顧問、江口汽船（株）取締役、吾妻ゴム産業（株）取締役等歴任。
昭和15年（1940年）4月29日 勲一等瑞宝章受章
1947年（昭和22年）11月28日、公職追放仮指定を受けた。

## 人物像
中学校時代三好英之（元北海道開発庁長官）と同級だった。三好少年の面影を、のちに鹿野澄が回顧しているが、「君は名門にして富豪の子、私は貧乏士族の子、家庭も環境も大いに違っていたが、少年にはそんな差別はない。お互いに敬愛しつつよく遊んだ。当時の君は温厚、誠実で、白皙の美少年だった。別に糞（くそ）勉強もしなければ、特に目立った存在でもなかった」といっている。
趣味は読書。宗教は仏教。